# ジリアン・アンダーソン
ジリアン・アンダーソン（Gillian Anderson, 1968年8月9日 - ）は、イギリス出身アメリカ合衆国の女優。『X-ファイル』のFBI捜査官ダナ・スカリー (Dana Scully) 役、『THE FALL 警視ステラ・ギブソン』のステラ・ギブソン役、『セックス・エデュケーション』のジーン・ミルバーン役などで有名。

## 来歴

### 生い立ち
イギリス系・アイルランド系の両親のもと、3人兄弟の長女として、米イリノイ州の都市シカゴに生まれる。出生直後に家族でプエルトリコに移り、15か月間の滞在ののちに英国のロンドンに転住。11歳のときに米ミシガン州南西部の都市グランド・ラピッズに移る。
自らの英国系としての背景とアイルランド訛りの英語もあり、アメリカ中西部という土地における疎外感と同時にこの土地に対する反骨心を旺盛に抱いた、強固な意志と反抗的な態度を持った少女であったという。アイルランド訛りの英語を度々からかわれた事もあり、次第に中西部方言を身につけた。現在でもインタビューの際に中西部方言とイギリス英語を使い分けている。2024年のBBCとのインタビューでは『細胞はアメリカ人だが、魂はイギリスにある』と答えている。
高校の頃から演じる事に興味を持つようになる。もともとは海洋生物学者を志していたが、17歳を過ぎてからグランド・ラピッズの劇場などでオーディションを受け、いくつかの役を得た。デポール大学で演劇の学士号を取得。

### 1990年代
22歳の時にニューヨークに移住し、ウェイトレスの職で生計を立てる。アラン・エイクボーンの舞台にブレンダ・ブレッシンと並んで出演したのを皮切りに
オフ・ブロードウェイで舞台活動を開始。この初舞台でシアター・ワールド賞の新人賞を受賞。
1992年にはロサンゼルスに移住、オーディションを続ける中、『ホーム・ファイアズ・バーニング』のリメイク映画『ザ・ターニング』で本格的な映画初出演および主演を果たす。
ジリアンはテレビの仕事をやるつもりはなかったが、1年間演じる仕事から離れたことが彼女の気持ちを変えた。ジリアンは「ロサンゼルスに引っ越さないと誓ったけど引っ越したように、私はテレビの仕事はしないと誓っていた。だけど1年間仕事から離れて、関わりたくないからどうか受かりませんようにと思っていた類のオーディションに出向くようになった。」と語った。こうして1993年に初のメインストリーム作品であるFOXネットワークのTVドラマ『クラス・オブ・96』へのゲスト出演を果たした。
そのゲスト出演により『X-ファイル』の脚本がジリアンの元に届き、オーディションを受けることを決める。その理由についてジリアンは「脚本を目にした時、久しぶりに主役（ダナ・スカリー）に強さ、独立性、知性が感じられた」とした。こうしてジリアンは『X-ファイル』のオーディションを受ける。プロデューサーのクリス・カーターは始めからダナ・スカリー役はジリアンと決めていたが、フォックス側はもっとテレビ経験があってセックスアピールに富んだ女優を使いたがった、しかしクリスはその姿勢を崩さず、結果、300人の応募の中からダナ・スカリー役に選ばれる。
2002年までに9シーズン続き、2作の映画版も制作された『X-ファイル』は大成功をおさめ、ジリアンは俳優として世界的にブレイクを果たす。ジリアンは『X-ファイル』での演技によってプライムタイム・エミー賞ドラマ部門の最優秀主演女優賞、ゴールデングローブ賞TVドラマ部門の最優秀女優賞、
全米映画俳優組合賞での2度に渡るTVドラマ最優秀女優賞、サターン主演女優賞など数多くの賞を受賞。エミー賞、ゴールデングローブ賞、SAG賞を同じ年に一気に受賞した女優はジリアンが初めてだった。ノミネートも含めると4回のエミー賞ノミネート、4度のゴールデングローブ賞ノミネート、そして9度にも渡るSAGへのノミネートを記録している.。
更にドラマのヒットに伴い、ジリアンが演じたスカリーに影響され、医者や警察官を志す女性の数が増加、この現象は『スカリー効果』と呼ばれ一種の社会現象を巻き起こした。「スカリー現象」はアカデミーで研究対象の一つにもなっている。
更にジリアンは『X-ファイル』第7シーズンのエピソード「宿縁」で脚本と監督も務めたが、『X-ファイル』の歴史上、女性による監督はジリアンが初めてだった。
1997年には、アニメシリーズ『ザ・シンプソンズ』で、デイヴィッド・ドゥカヴニーと共に『X-ファイル』のスカリー捜査官役で声のゲスト出演をしている。また1999年にはスタジオジブリのアニメ作品『もののけ姫』の北米版においてモロ（山犬の母神）の声を担当した。
1998年には映画『マイ・ハート、マイ・ラブ』に主演。

### 2000年代
2000年、イーディス・ウォートンの同名小説を基にした映画『ザ・ハウス・オブ・マース』に主演。批評家から絶賛を受け、英国インディペンデント映画賞の最優秀女優賞とヴィレッジ・ヴォイスの読者投票による最優秀主役賞の受賞、全米映画批評家協会の最優秀女優賞へのノミネートなどを果たす。
2002年に『X-ファイル』が終了するとロンドンに再び移住、舞台活動に再び注力するようになる。同年には舞台『ホワット・ザ・ナイト・イズ・フォー』でウエスト・エンドデビュー。
2005年、チャールズ・ディケンズの『荒涼館』の3度目の映像化となるTVドラマに出演すると、翌年にはブロードキャスティング・プレス・ギルドのテレビ・ラジオに向けた賞で最優秀女優賞を受賞。更に英国アカデミー賞テレビ部門の最優秀女優賞へのノミネート、プライムタイムエミー賞やゴールデングローブ賞にもノミネートされ、BBCが行った2005年のBBCのTVドラマに出演した中での最優秀女優を決める投票の中で2位に輝いた。
2008年、長寿オムニバスドラマ番組『マスターピース・シアター』で1971年の番組開始以来、初の女性司会を務める。

### 2010年代
2011年、長編小説『大いなる遺産』のBBCによる映像化に出演、この出演によってアーティスティック・エクセレンス・アワードの受賞、クリティクス・チョイス・テレビジョン・アワードの映画/ミニシリーズ部門での最優秀女優賞ノミネート、ブロードキャスト・プレス・ギルドの最優秀女優賞ノミネートなどを受ける。

2013年、サンディエゴで開催されたコミコン・インターナショナルに出席したジリアン

2013年にはスタジオジブリのアニメ映画『コクリコ坂から』北米版に北斗美紀役で声の出演、ジブリ作品北米版への参加は『もののけ姫』以来12年ぶりであった。
同年、TVドラマ『THE FALL 警視ステラ・ギブソン』に主演。ジリアンの演じたクールで物怖じしないキャラクターは称賛を浴び、いくつもの賞を受賞した。第2シーズンではエグゼクティブプロデューサーも兼任した。
2014年、舞台『欲望という名の電車』のブランチ・デュボア役において、ロンドン・イブニング・スタンダード・シアター・アワードの主演女優賞を受賞。チケットは開催劇場の歴史の中で最速で売り切れた。
同年にはジェフ・ロヴィンと共同執筆した初の本『ヴィジョン・オブ・ファイアー』を上梓。
2019年、Netflix配信のドラマ『セックス・エデュケーション』にメインキャストとして出演。ドラマは好評を博し、4シーズン続くヒット・シリーズとなった。

### 2020年代
2020年、テレビドラマシリーズ『ザ・クラウン』に参加。同作品での演技によって第78回ゴールデングローブ賞におけるテレビドラマ演技賞（ミニシリーズ・テレビ映画部門）で最優秀助演女優賞の受賞にはじまり、プライムタイム・エミー賞の最優秀助演女優賞、クリティクス・チョイス・テレビジョン・アワードの最優秀助演女優賞（ドラマ部門）、ブロードキャスティング・プレス・ギルド最優秀女性俳優賞（ドラマ部門）など数多くの賞を受賞した。
2024年、『セックス・エデュケーション』出演を契機として書かれた本『ウォント』を上梓、ジリアンによる174の性的空想を綴った内容になっている。同年には人気映画シリーズ『トロン』の最新作『トロン:アレス』への出演が決定。

## 慈善活動

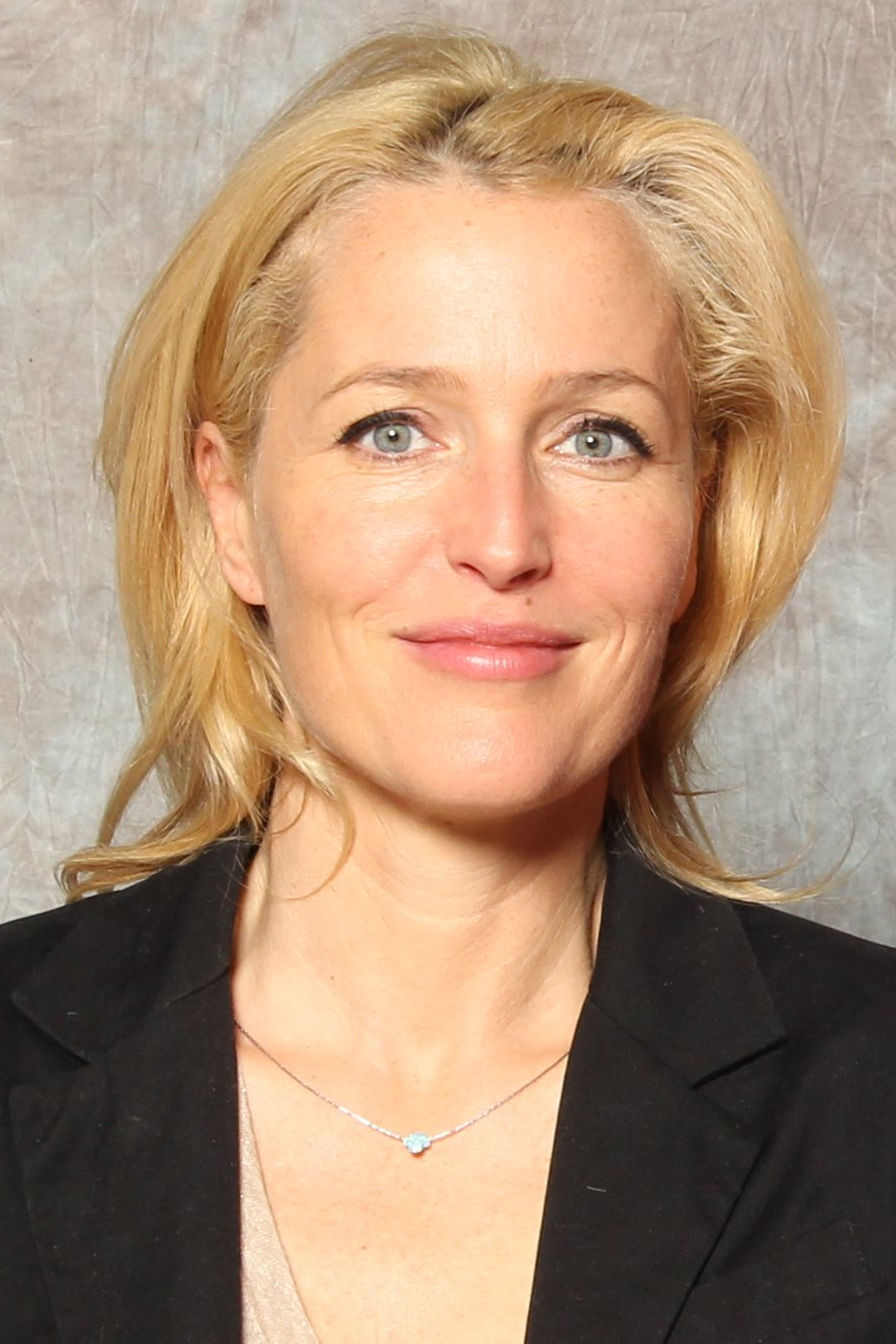
ジリアン・アンダーソン（2015年）

ジリアンは数多くの慈善活動や社会問題への取り組みをおこなっている。
- LGBTの自殺防止を目的としたプロジェクトであるトレヴァー・プロジェクトへの支援と同プロジェクトが主催する「クラックド・クリスマス」イベントへの3度に渡る参加[48][49] 。

- 神経線維腫症の啓発への取り組みとして、寄付を目的としたオークションの開催[50]、1996年にはアメリカ合衆国議会に病気の研究への協力を促した[51]。

- 2008年には児童養護施設を離れたアフリカの若者に自立した大人として生活できる手助けを行う非営利団体SAYesを設立[52]。

- 女性や子供の権利の擁護にも積極的であり、ロンドンを拠点に子供達の基本的な権利を守るために設立されたチャイルドリーチ・インターナショナルの後援にはじまり、子供達が人身売買される問題の啓発を目的としたプロジェクトへの支援[53][54]など様々な形で支援をおこなう。

- 2012年にはアマゾン熱帯雨林の森林破壊を救うための運動に現地のブラジル人とともに参加[55]。動物愛護にも力を入れており、PETAの熱心な会員でもある[56]。

## 人物
瞳の色は青緑色、地毛の色はアッシュ・ブロンド。猫アレルギーを持っている。
1980年代の始め頃には鼻ピアスを開けたり様々な色に染髪をするなどしていたという。鼻ピアスの穴は未だに健在で、写真などでも確認可能。
『X-ファイル』における役柄とは違い、超常現象などに対して肯定的である。逆に同作品における彼女の相棒フォックス・モルダー（熱烈的肯定者）を演じるデイヴィッド・ドゥカヴニーは超常現象などに対して懐疑的である。『X-ファイル』のうちで好きなエピソードは「トライアングル」（"Triangle"）と「吸血」（"Bad Blood"）であるという。
娘と共に『となりのトトロ』、『魔女の宅急便』など宮崎アニメの大ファンである。前述のようにジブリ作品にはいくつかの北米版で声優として参加している。
熱心な美術品コレクターでもある。建築やインテリアのデザインを考えるのも好き
。

### 結婚・離婚歴

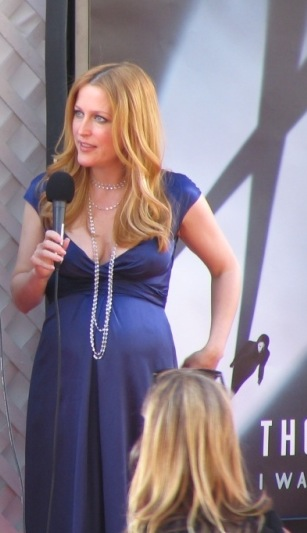
『X-ファイル: 真実を求めて』公開初日。次男を妊娠したアンダーソン（2008年7月25日）

1994年にテレビ業界で美術監督として働くエノール・クラウド・クロックと結婚し、翌1995年に長女を出産したが、1999年に離婚。
2002年に参加したサファリツアーをきっかけにフォトジャーナリストのジュリアン・オザーンと知り合い、数か月後に婚約、2004年12月に結婚。ケニアで結婚式を挙げたあと、前夫との娘と一緒にロンドンで暮らしていたが2006年に別居が伝えられ、2度目の結婚に1年4か月で終止符を打ち離婚。
その後、ビジネスマンのマーク・グリフィスと交際し、2006年11月初めに長男を出産。予定日よりも3週間早く生まれ、NICUに入っていたため、出産の発表が遅れた。2008年に、ロンドンの病院で次男を出産。2012年にマーク・グリフィスとも別れている。

## 主な出演作品

### 映画
| 公開年 | 邦題 原題                                                                               | 役名                             | 備考                  |
| ------ | --------------------------------------------------------------------------------------- | -------------------------------- | --------------------- |
| 1991   | THE TURNING The Turning                                                                 | エイプリル・キャヴァナー         |                       |
| 1997   | シカゴ・ドライバー Chicago Cab                                                          | Southside Girl                   |                       |
| 1998   | マイ・フレンド・メモリー The Mighty                                                     | ロレッタ・リー                   |                       |
| 1998   | X-ファイル ザ・ムービー The X-Files The Movie                                           | ダナ・スカリー捜査官             |                       |
| 1998   | マイ・ハート、マイ・ラブ Playing by Heart                                               | メレディス                       |                       |
| 2000   | The House of Mirth                                                                      | Lily Bart                        |                       |
| 2005   | トリストラム・シャンディの生涯と意見 A Cock and Bull Story                              | ウォドマン夫人                   |                       |
| 2006   | ラストキング・オブ・スコットランド The Last King of Scotland                            | サラ・メリット                   |                       |
| 2007   | バイオレンス・ブリット Straightheads                                                    | アリス                           |                       |
| 2008   | X-ファイル: 真実を求めて The X-Files: I Want To Believe                                 | ダナ・スカリー                   |                       |
| 2008   | セレブ・ウォーズ 〜ニューヨークの恋に勝つルール〜 How to Lose Friends & Alienate People | エレノア・ジョンソン             |                       |
| 2009   | ギャラリー 欲望の画廊 Boogie Woogie                                                     | ジェーン・マクレストーン         |                       |
| 2010   | 白鯨 MOBY DICK Moby Dick                                                                | エリザベス                       | テレビ・ミニシリーズ  |
| 2011   | ジョニー・イングリッシュ 気休めの報酬 Johnny English Reborn                             | パメラ・ソーントン               |                       |
| 2012   | シモンの空 L'enfant d'en haut                                                           | クリスティン                     |                       |
| 2012   | シャドー・ダンサー Shadow Dancer                                                        | ケイト・フレッチャー             |                       |
| 2013   | タイム・チェイサー I'll Follow You Down                                                 | マリカ                           |                       |
| 2014   | スティールワールド Robot Overlords                                                      | ケイト                           |                       |
| 2017   | 英国総督 最後の家 Viceroy's House                                                       | エドウィナ・マウントバッテン夫人 |                       |
| 2017   | アガサ・クリスティー ねじれた家 Crooked House                                           | マグダ・レオニデス               |                       |
| 2018   | バッド・スパイ The Spy Who Dumped Me                                                    | ウェンディ                       |                       |
| 2018   | UFO -オヘアの未確認飛行物体- UFO                                                        | ヘンドリックス教授               |                       |
| 2022   | ほの蒼き瞳 The Pale Blue Eye                                                            | ジュリア・マークウィス           | Netflixオリジナル映画 |
| 2025   | Tron: Ares                                                                              | TBA                              | 撮影中                |

### テレビシリーズ
| 放送年 放映年 | 邦題 原題                                | 役名                         | 備考 |
| ------------- | ---------------------------------------- | ---------------------------- | --- |
| 1993-2002     | X-ファイル The X-Files                   | ダナ・スカリー捜査官         | レギュラー 全201話出演                                                                                                |
| 2005          | ブリーク・ハウス Bleak House             | レディ・デッドロック         | ミニシリーズ |
| 2011          | 大いなる遺産 Great Expectations          | ミス・ハヴィシャム           | 全3回のテレビミニシリーズ                                                                                             |
| 2013-2016     | THE FALL 警視ステラ・ギブソン The Fall   | ステラ・ギブソン             | 17エピソード 兼製作総指揮                                                                                             |
| 2013-2015     | ハンニバル Hannibal                      | ベデリア・デュ・モーリア博士 | 15エピソード |
| 2014          | CRISIS 〜完全犯罪のシナリオ Crisis       | メグ・フィッチ               | 10エピソード |
| 2016          | X-ファイル 2016 The X-Files              | ダナ・スカリー博士           | 6エピソード |
| 2016          | 戦争と平和 War & Peace                   | アンナ・パヴロヴナ           | ミニシリーズ |
| 2017          | アメリカン・ゴッズ American Gods         | メディア                     | 4エピソード |
| 2018          | X-ファイル 2018 The X-Files              | ダナ・スカリー博士           | 10エピソード |
| 2019–         | セックス・エデュケーション Sex Education | ジーン・ミルバーン           | 16エピソード |
| 2020          | ザ・クラウン The Crown                   | マーガレット・サッチャー     | 第78回ゴールデングローブ賞テレビ部門助演女優賞(ドラマ部門)受賞 第73回プライムタイム・エミー賞助演女優賞ドラマ部門受賞 |